# LG 인터치 플러스
LG 인터치 플러스(LG InTouch Plus, LG GW520)는 LG전자가 2009년에 출시한 휴대 전화기이다.

## 사진

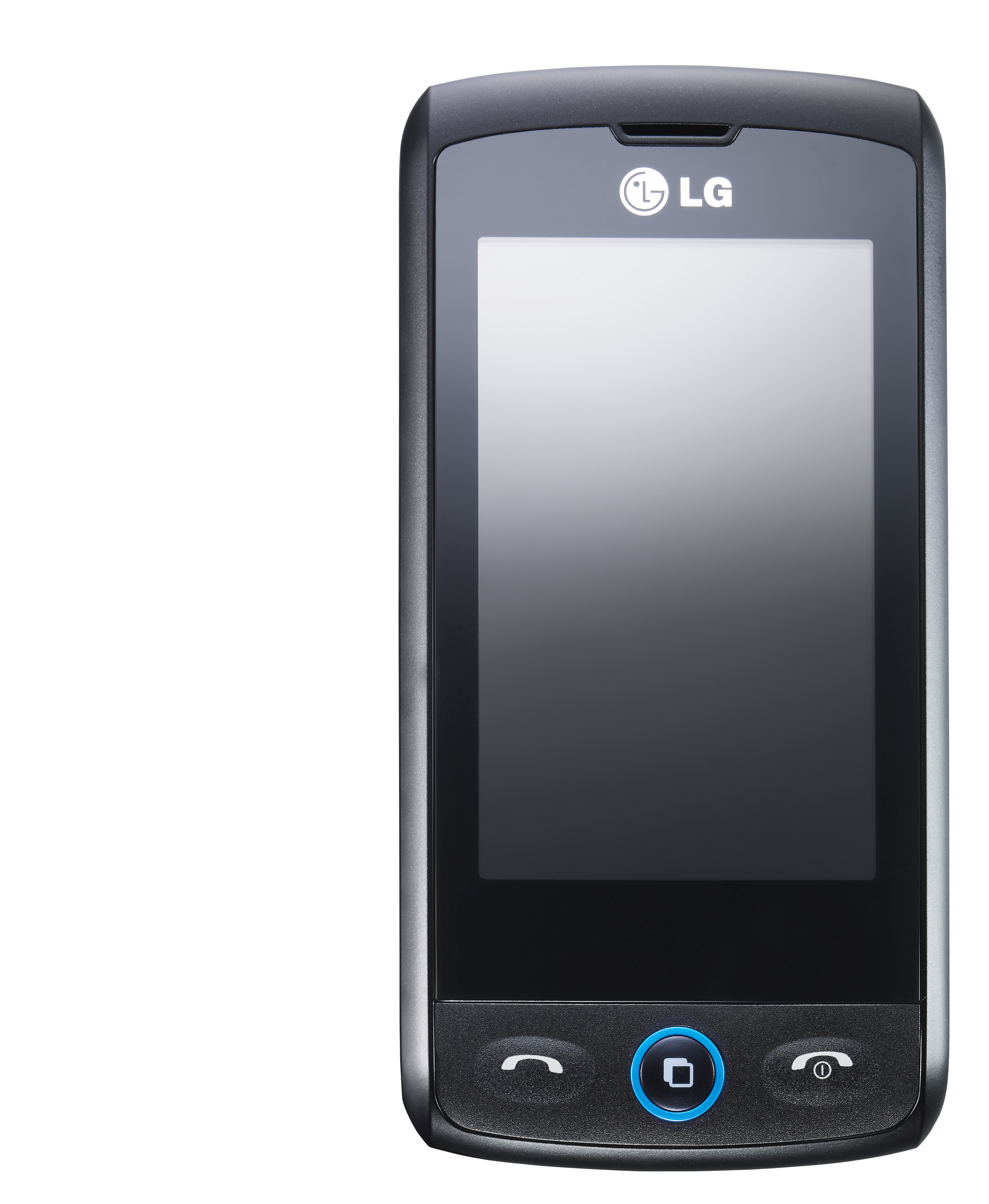
전면 모습 (블루)
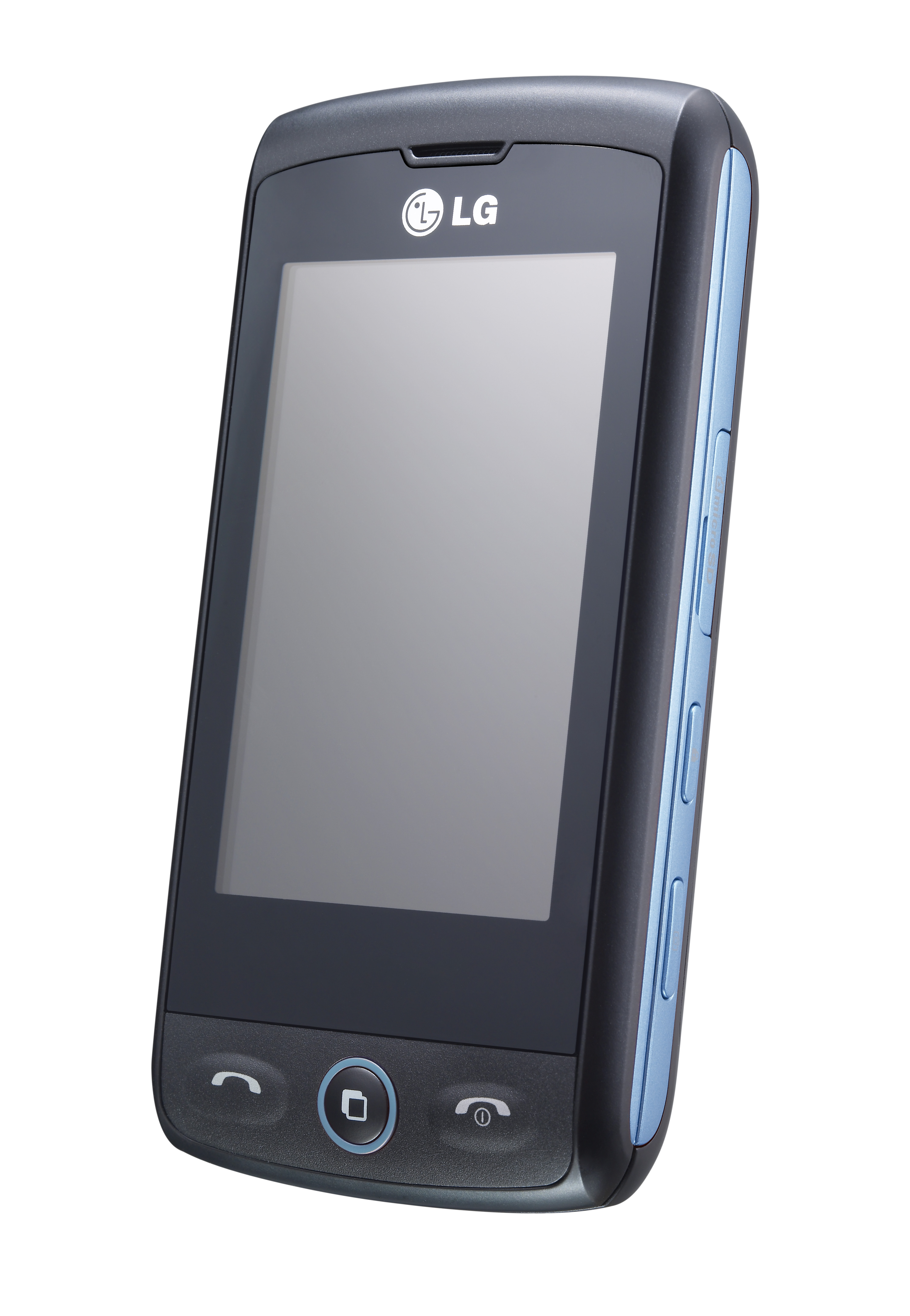
측면 모습 (블루)
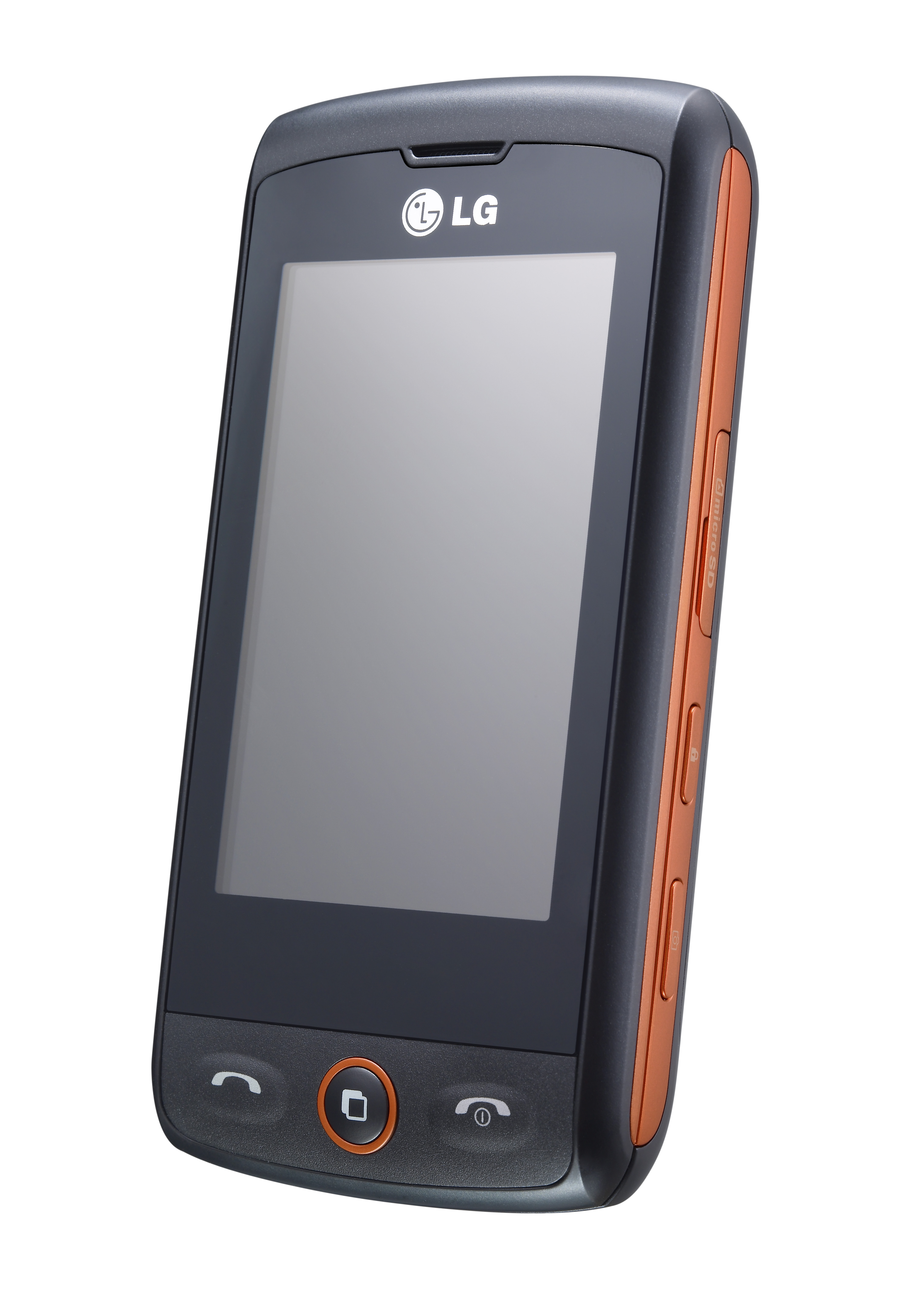
측면 모습 (오렌지)
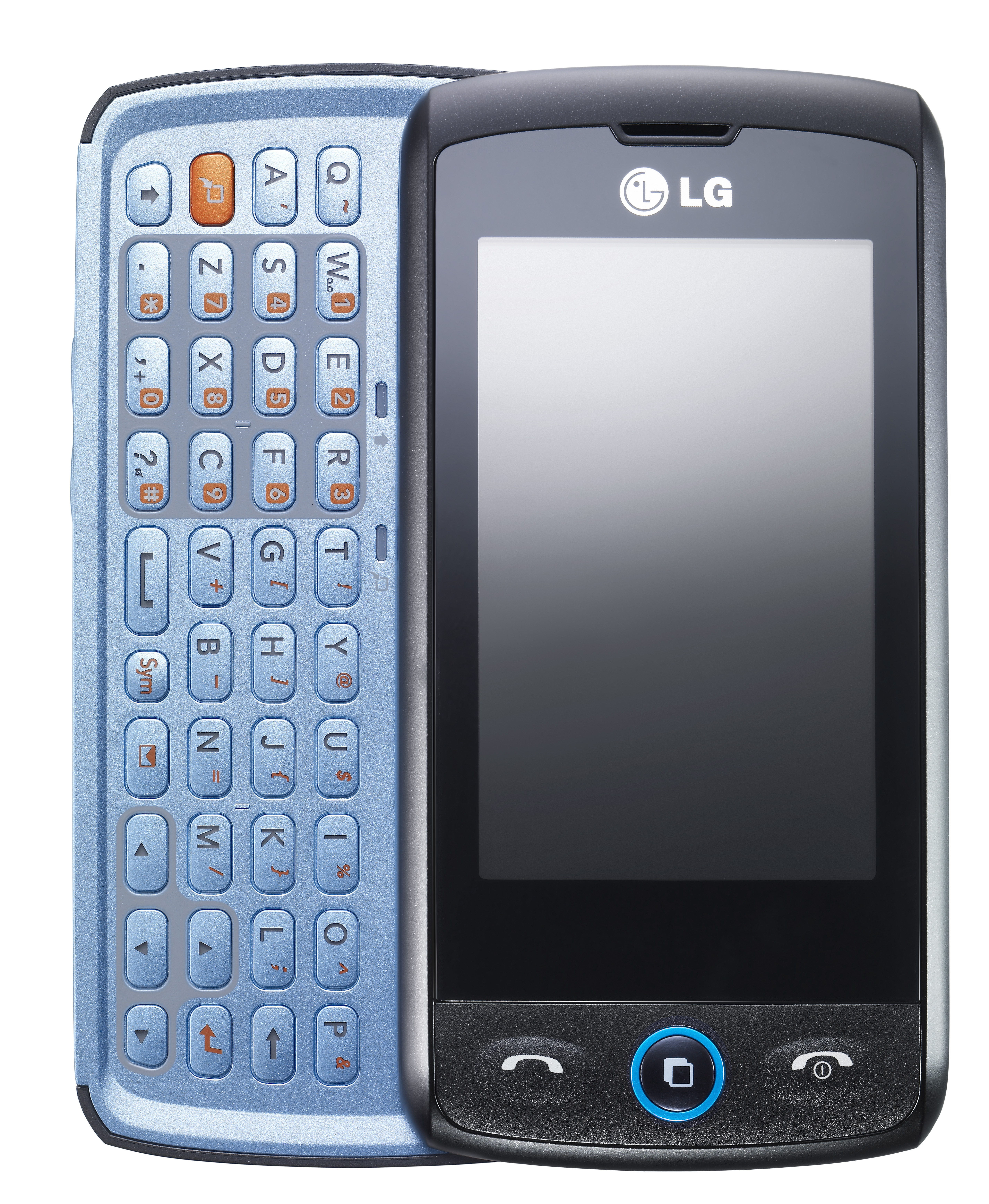
전면 모습 (블루)
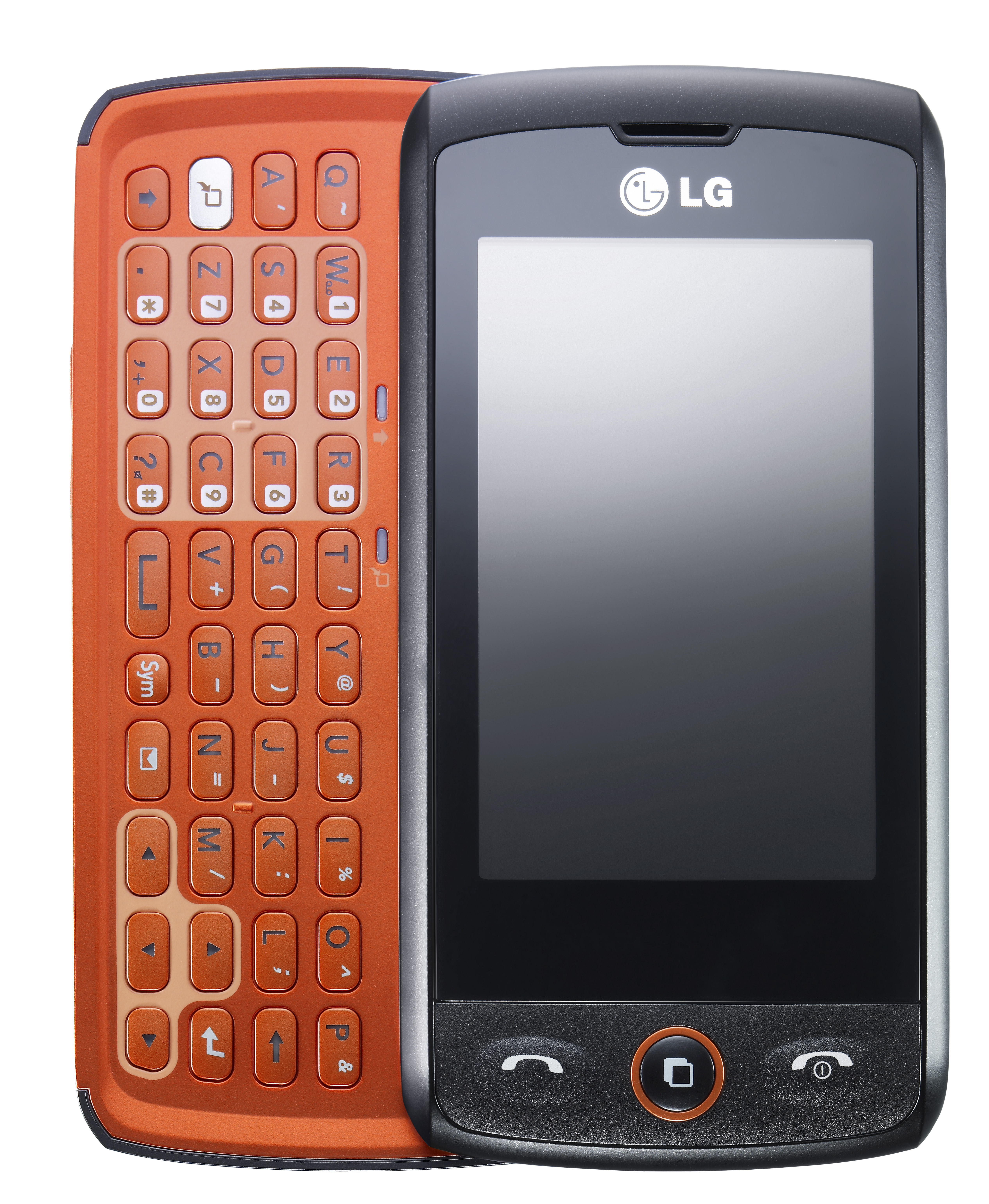
전면 모습 (오렌지)

## 같이 보기
- LG 인터치